# Santa Croya de Tera
Santa Croya de Tera – gmina w Hiszpanii, w prowincji Zamora, w Kastylii i León, o powierzchni 21,16 km². W 2011 roku gmina liczyła 348 mieszkańców.